# BRUNCH STYLE
『BRUNCH STYLE』（ブランチ・スタイル）は、ZIP-FMで2018年4月2日から放送されている帯番組である。

## 概要
ランチタイムに誰かに話したくなるような「ネタ」を提供し、BRUNCH TIMEの新しいスタイルを目指していくラジオプログラム。
番組は『PEACHY.』の終了に伴い、放送を開始し、ミュージックナビゲーターを務める永田は夕方の番組『BEATNIK JUNCTION』からの移動となった。
番組Twitterは『PEACHY.』のアカウントを引き継いでおり、メッセージをTwitterのダイレクトメッセージからも募集している。
2020年8月20日、放送500回を迎えた。
2023年1月12日、放送1000回を迎えた
。

## 放送時間
- 毎週月曜日 - 木曜日 9:00 - 12:00（2025年3月31日 - ）

過去の放送時間
- 毎週月曜日 - 木曜日 9:00 - 11:00（2018年4月 - 2020年3月）
- 毎週月曜日 - 木曜日 9:00 - 11:30（2020年4月 - 2025年3月27日）

## 出演者
- 永田レイナ

## ショートプログラム
- 09:21 - RADIO SHOPPING（月 - 木）［はぴねすくらぶ］
- 09:35 - FINANCIAL PICK UP（水）
- 09:40 - GOOD HARVEST（木）［セントライ青果グループ］
- 10:00 - I LOVE NAGOYA（月）［名古屋市］
- 10:00 -　NO LIMIT! ADVENTURE（木）［ユニバーサルスタジオジャパン］
- 10:36 - FAMILY TALKING（月 - 木）［沢井製薬］
- 11:10 - CLICK EYE（月 2022年4月 - [注 1]）